# Бред Фрідель
Бредлі Говард Фрідель (англ. Bradley Howard Friedel, нар. 5 травня 1971, Лейквуд, штат Огайо) — колишній американський футболіст, воротар. Більшість клубної кар'єри провів в Англії («Ліверпуль», «Блекберн», «Астон Вілла», «Тоттенгем»)
На його рахунку 82 гри у складі національної збірної США в період з 1992 по 2005 рік. Учасник трьох чемпіонатів світу (1994, 1998 і 2002).

## Біографія

### Юність
Коли Бред був юнаком він займався крім футболу ще й баскетболом і тенісом. Але, попри те, що мав однакові успіхи у всіх з цих видів спорту, хлопець вирішив сконцентруватися на футболі. Спочатку Фрідель грав на позиції нападника, але з часом перекваліфікувався на воротаря. Фрідель грав за команду університету Каліфорнії, який знаходиться в Лос-Анджелесі, і брав участь у змаганнях NCAA. У 1991 і 1992 роках Бред був включений у символічний список найкращих гравців серед університетів.

### Початок професійної кар'єри

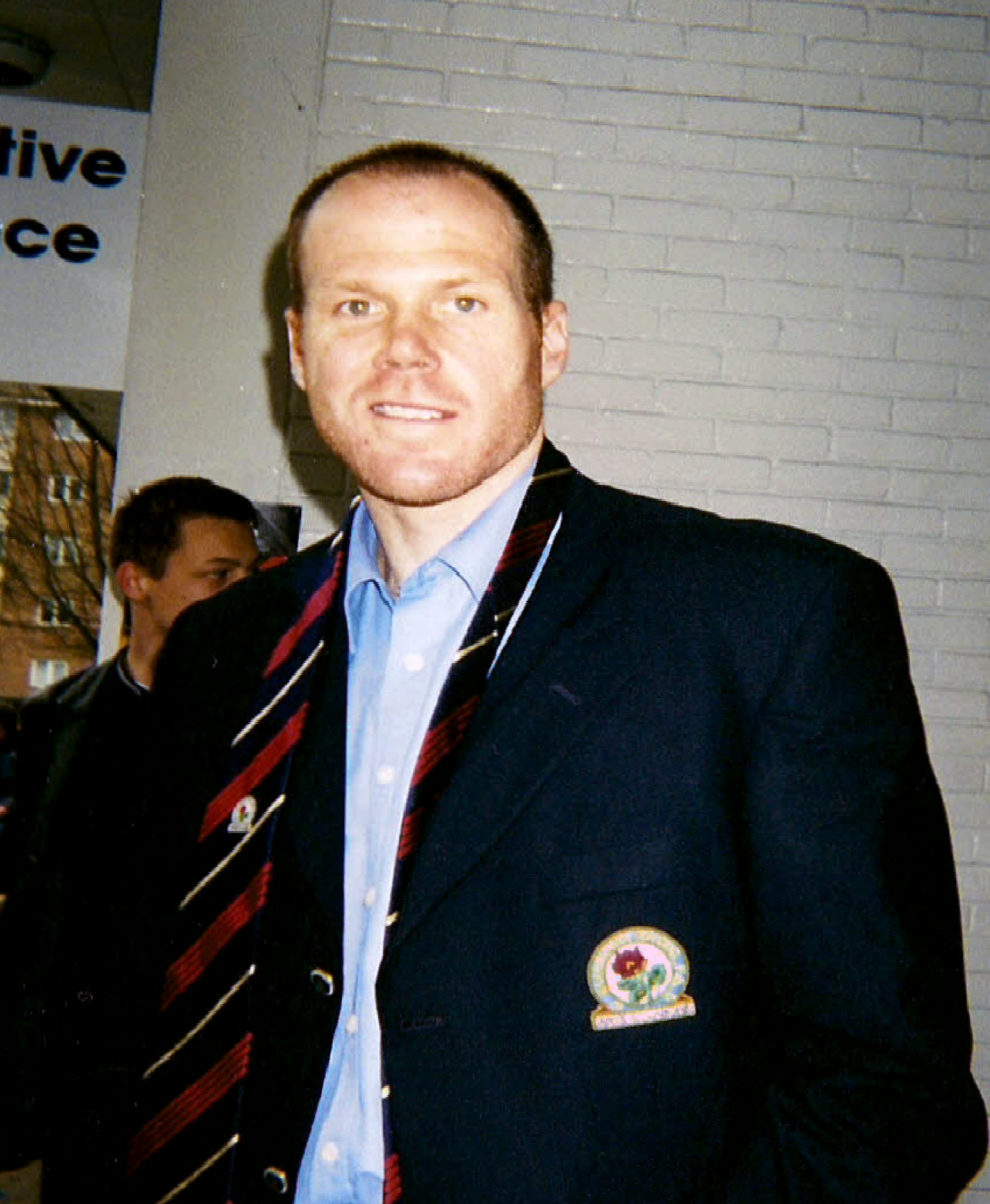
Бред Фрідель у 2001 році

Закінчивши навчання в університеті, Бред почав професійну кар'єру і відразу ж з'явився варіант з Ноттінгем Форест, але отримати необхідні документи для роботи в Британії йому не вдалося. Бред, щоб не втрачати форму, уклав контракт з Американською Федерацією футболу і почав підготовку до Чемпіонату світу 1994 року, де став третім голкіпером. Після Чемпіонату світу знову з'явився варіант з Англією, цього разу Кевін Кіган покликав футболіста до себе в «Ньюкасл Юнайтед», але Бреду знову було відмовлено в робочій візі. Але Фрідель все-таки опинився в Європі, підписавши договір з данським клубом «Брондбю». На наступний рік Фридель виїхав до США, щоб почати підготовку до Кубку Америки і Кубку США. Після двох турнірів Бред міг з'явитися в складі «Сандерленда», але знову не зміг отримати робочу візу. Бред переїхав до Туреччини, щоб грати за "Галатасарай, " який оцінив футболіста в 1,1 мільйона доларів. Турецький клуб на той момент тренував Греммі Совнс, майбутній тренер Бреда у «Блекберн Роверз». Влітку 2006 року Фрідель повернувся на батьківщину і долучився до складу клубу «Коламбус Крю» в чемпіонаті МЛС. Спочатку Бред сидів на лавці, але в кінці сезону вже виходив на поле. А на наступний сезон став найкращим воротарем чемпіонату і ввійшов в символічний список турніру.

### Ліверпуль
У 1997 році «Ліверпуль» викупив контракт Бреда за 1,7 млн доларів. У грудні Ліверпуль отримав робочу візу для Бреда з другої спроби. Фрідель дебютував в англійській Прем'єр Лізі 28 лютого 1998 року. Але за три роки, проведених у складі «червоних», Бред зіграв лише 30 матчів.

### Блекберн Роверз

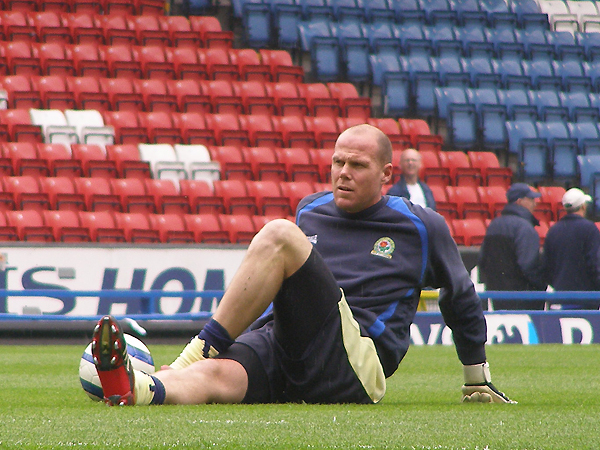
Бред Фрідель у складі «Блекберн Роверз»

У 2000 році Фрідель вільним агентом долучився до «Блекберн Роверз», який на той час тренував старий знайомий Бреда по Туреччині Греммі Совнс. Футболіст відразу потрапив до основного складу завдяки своїй надійній грі. Клуб на наступний рік повернувся в Прем'єр-Лігу. Під час гри у фіналі Кубка Ліги в 2002 році проти «Тоттенгем Готспур», Бред був визнаний найкращим гравцем матчу. Значну роль виконав Фрідель і в сенсаційних виїзних перемогах «Роверз» над «Арсеналом» і «Фулхемом». А після феноменальної гри проти «Саутгемптона» був прозваний «Суперменом». В кінці сезону 2002—2003 був обраний до списку найкращих 11 гравців ліги через те, що 15 матчів Бред відстояв на нуль. У тому ж році отримав нагороду як найкращий гравець клубу. 21 лютого 2004 року в гостьовій грі з «Чарльтон Атлетік» забив гол на останніх хвилинах матчу і зробив рахунок 2-2, але «Чарльтон» все-таки вирвав перемогу з рахунком 3-2. Фрідель став другим голкіпером в історії Прем'єр Ліги після Петера Шмейхеля хто забивав голи. У 2006 році Бред в грі проти «Шеффілд Юнайтед» відбив два пенальті і зробив багато сейвів під час матчу. Гра закінчилася з рахунком 0-0, а Фрідель був обраний найкращим гравцем. За 5 сезонів Бред пропустив лише кілька ігор. 14 квітня 2006 року Фрідель поставив свій підпис під новим контрактом з клубом. А через два роки, 5 лютого 2008 року знову продовжив угоду, але це не стало йому на заваді і в кінці сезону опинився в «Астон Віллі».

### Астон Вілла

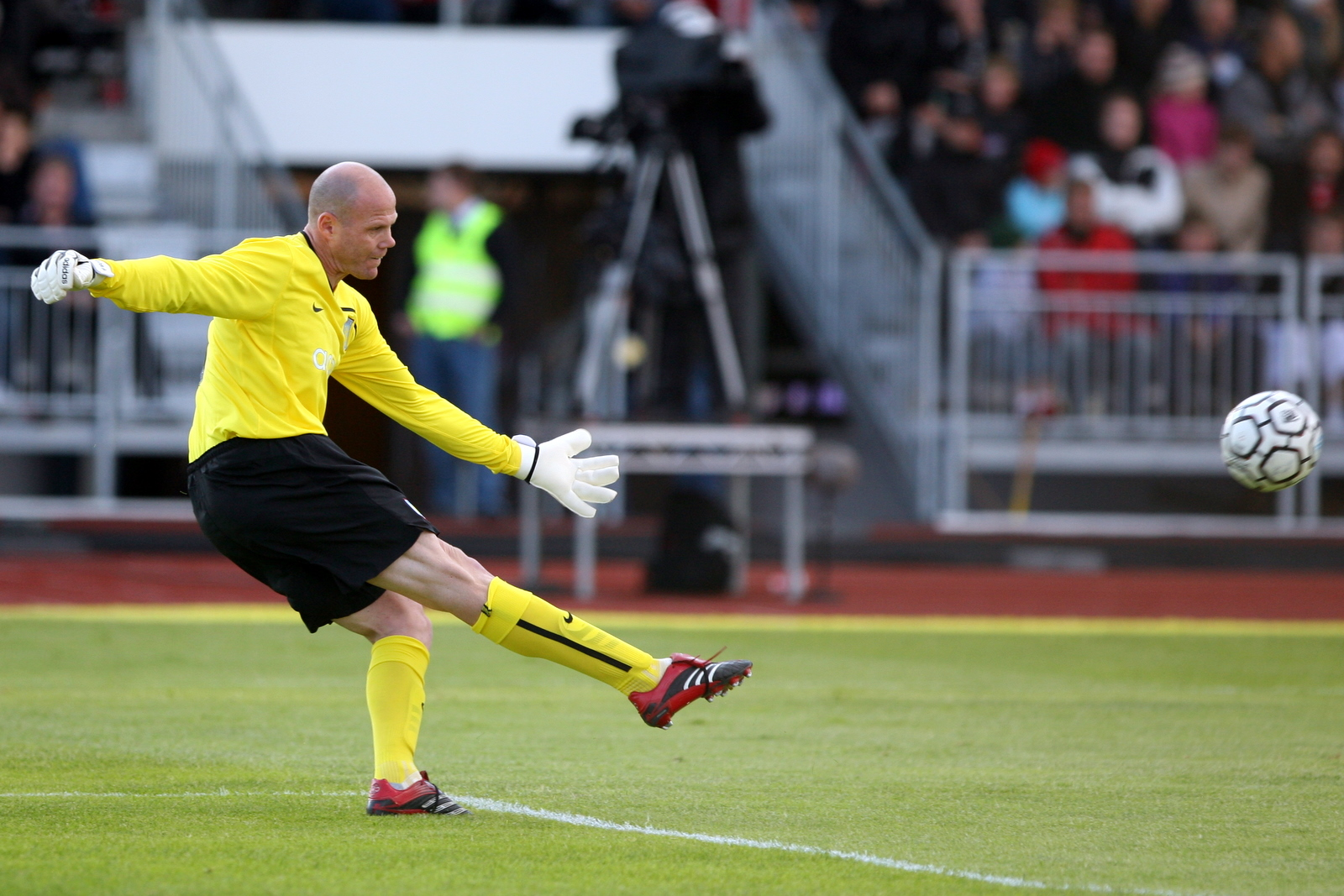
Бред Фрідель у складі «Астон Вілли»

25 липня 2008 року Фрідель перейшов в «Астон Віллу», підписавши з клубом контракт на три роки. Бред обійшовся бірмінгемському клубу в 2,5 мільйонів доларів. Крім Вілли намір про купівлю американця висловлював ще й «Манчестер Сіті». Першу гру за новий клуб Бред провів у матчі Кубка Інтертото проти «Оденсе», вийшовши на зміну у другому таймі. Повноцінний ж дебют футболітса стався 2 серпня в гостьовій грі проти «Редінга», де вже на десятій хвилині Бред відбив пенальті.

### «Тоттенгем Готспур»
3 червня 2011 року Фрідель на правах вільного агента перейшов в «Тоттенгем Готспур», погодивши з лондонським клубом дворічний контракт.
22 серпня 2011 року Бред дебютував у складі «шпор», відразу витіснивши з основи попереднього основного воротаря Еурелью Гомеса. 21 квітня 2012 року Фрідель вийшов на поле в стартовому складі на матч АПЛ 300-й раз поспіль. Коли ж тренер став шукати 40-річному голкіперу заміну, і «Тоттенгем» купив Уго Льоріса (основного на той час воротаря збірної Франції), Фрідель зумів витримати конкуренцію і залишився «номером 1» в команді. А 26 грудня 2012 року Бред продовжив контракт з клубом до 2014 року.
9 червня 2014 року 43-річний Фрідель підписав новий однорічний контракт з «Тоттенгемом», а також був призначений послом лондонського клубу. В обов'язки Фріделя входила взаємодія з представниками уболівальників «шпор» в США, а також робота по збільшенню популярності клубу з «Вайт Гарт Лейн» у всій Північній Америці.
14 травня 2015 року Фрідель оголосив про завершення професійної кар'єри після закінчення сезону 2014/15, так як в останні роки Бред все-таки опинився на лаві запасних, з'являючись на полі здебільшого в кубкових турнірах.

## Міжнародна кар'єра
Фридель третій голкіпер збірної США за кількістю проведених ігор після Кейсі Келера і Тоні Меоли. Дебютував у збірній в 1992 році в грі проти збірної Канади, зберігши свої ворота в недоторканності. Брав участь у Олімпійських іграх 1992 року в Барселоні. Значився третім воротарем на чемпіонаті світу 1994, на наступному чемпіонаті світу у Франції провів одну гру, в якій США поступилася збірній Югославії з рахунком 1-0. На своєму третьому чемпіонаті світу 2002 в Японії та Південній Кореї Бред був вже першим воротарем. Команда США дійшла до чвертьфіналу, поступившись команді Німеччини. У ході цього чемпіонату Бред відбив два пенальті, за що був прозваний любителями «Людина-стіна». 7 лютого Фрідель оголосив про закінчення своєї міжнародної кар'єри.

## Особисте життя
Бред і його дружина Трейсі мають двох доньок: Ізабеллу і Алегро. Є любителям клубу американського футболу «Клівленд Бравнз».

## Статистика

### Клубна
| Чемпіонат | Чемпіонат           | Чемпіонат       | Ліга | Ліга                                 | Кубок           | Кубок                        | Кубок ліги             | Кубок ліги             | Континент. змаг. | Континент. змаг. | Всього | Всього |
| Сезон     | Клуб                | Ліга            | Ігри | Голи                                 | Ігри            | Голи                         | Ігри                   | Голи                   | Ігри             | Голи             | Ігри   | Голи   |
| Данія     | Данія               | Данія           | Ліга | Ліга                                 | Кубок Данії     | Кубок Данії                  | Кубок Ліги             | Кубок Ліги             | Європа           | Європа           | Всього | Всього |
| --------- | ------------------- | --------------- | ---- | ------------------------------------ | --------------- | ---------------------------- | ---------------------- | ---------------------- | ---------------- | ---------------- | ------ | ------ |
| 1994/95   | «Брондбю»           | Суперліга       | 10   | 0                                    |                 |                              |                        |                        |                  |                  | 10     | 0      |
| Туреччина | Туреччина           | Туреччина       | Ліга | Ліга                                 | Кубок Туреччини | Кубок Туреччини              | Кубок Ліги             | Кубок Ліги             | Європа           | Європа           | Всього | Всього |
| 1995/96   | «Галатасарай»       | Суперліга       | 30   | 0                                    | 7               | 0                            |                        |                        |                  |                  | 37     | 0      |
| США       | США                 | США             | Ліга | Ліга                                 | Відкритий кубок | Відкритий кубок              | Кубок МЛС              | Кубок МЛС              | Північна Америка | Північна Америка | Всього | Всього |
| 1996      | «Коламбус Крю»      | МЛС             | 9    | 0                                    | 3               | 0                            | -                      | -                      | -                | -                | 12     | 0      |
| 1997      | «Коламбус Крю»      | МЛС             | 29   | 0                                    | 4               | 0                            | -                      | -                      | -                | -                | 33     | 0      |
| Англія    | Англія              | Англія          | Ліга | Ліга                                 | Кубок Англії    | Кубок Англії                 | Кубок англійської ліги | Кубок англійської ліги | Європа           | Європа           | Всього | Всього |
| 1997/98   | «Ліверпуль»         | Прем'єр-ліга    | 11   | 0                                    | 0               | 0                            | 0                      | 0                      | -                | -                | 11     | 0      |
| 1998/99   | «Ліверпуль»         | Прем'єр-ліга    | 12   | 0                                    | 0               | 0                            | 2                      | 0                      | 2                | 0                | 16     | 0      |
| 1999/00   | «Ліверпуль»         | Прем'єр-ліга    | 2    | 0                                    | 0               | 0                            | 2                      | 0                      | -                | -                | 4      | 0      |
| 2000/01   | «Блекберн Роверз»   | Перший дивізіон | 28   | 0                                    | 6               | 0                            | 0                      | 0                      | -                | -                | 34     | 0      |
| 2001/02   | «Блекберн Роверз»   | Прем'єр-ліга    | 36   | 0                                    | 3               | 0                            | 6                      | 0                      | -                | -                | 45     | 0      |
| 2002/03   | «Блекберн Роверз»   | Прем'єр-ліга    | 37   | 0                                    | 3               | 0                            | 3                      | 0                      | 4                | 0                | 47     | 0      |
| 2003/04   | «Блекберн Роверз»   | Прем'єр-ліга    | 36   | 1                                    | 1               | 0                            | 1                      | 0                      | 2                | 0                | 40     | 1      |
| 2004/05   | «Блекберн Роверз»   | Прем'єр-ліга    | 38   | 0                                    | 7               | 0                            | 0                      | 0                      | -                | -                | 45     | 0      |
| 2005/06   | «Блекберн Роверз»   | Прем'єр-ліга    | 38   | 0                                    | 2               | 0                            | 6                      | 0                      | -                | -                | 46     | 0      |
| 2006/07   | «Блекберн Роверз»   | Прем'єр-ліга    | 38   | 0                                    | 6               | 0                            | 1                      | 0                      | 8                | 0                | 53     | 0      |
| 2007/08   | «Блекберн Роверз»   | Прем'єр-ліга    | 38   | 0                                    | 1               | 0                            | 3                      | 0                      | 5                | 0                | 47     | 0      |
| 2008/09   | «Астон Вілла»       | Прем'єр-ліга    | 38   | 0                                    | 3               | 0                            | 0                      | 0                      | 5                | 0                | 46     | 0      |
| 2009/10   | «Астон Вілла»       | Прем'єр-ліга    | 38   | 0                                    | 3               | 0                            | 1                      | 0                      | 0                | 0                | 42     | 0      |
| 2010/11   | «Астон Вілла»       | Прем'єр-ліга    | 38   | 0                                    | 3               | 0                            | 2                      | 0                      | 0                | 0                | 43     | 0      |
| 2011/12   | «Тоттенгем Готспур» | Прем'єр-ліга    | 38   | 0                                    | 0               | 0                            | 0                      | 0                      | 0                | 0                | 38     | 0      |
| 2012/13   | «Тоттенгем Готспур» | Прем'єр-ліга    | 11   | 0                                    | 2               | 0                            | 0                      | 0                      | 7                | 0                | 20     | 0      |
| 2013/14   | «Тоттенгем Готспур» | Прем'єр-ліга    | 1    | 0                                    | 0               | 0                            | 2                      | 0                      | 6                | 0                | 9      | 0      |
| 2014/15   | «Тоттенгем Готспур» | Прем'єр-ліга    | 0    | 0                                    | 0               | 0                            | 0                      | 0                      | 0                | 0                | 0      | 0      |
| Країна    | Данія               | Данія           | 10   | 0\|\|\|\|\|\|\|\|\|\|\|\|\|\|10\|\|0 |                 |                              |                        |                        |                  |                  |        |        |
| Країна    | Туреччина           | Туреччина       | 30   | 0                                    | 7               | 0\|\|\|\|\|\|\|\|\|\|37\|\|0 |                        |                        |                  |                  |        |        |
| Країна    | США                 | США             | 38   | 0                                    | 7               | 0                            | -                      | -                      | -                | -                | 45     | 0      |
| Країна    | Англія              | Англія          | 479  | 1                                    | 40              | 0                            | 29                     | 0                      | 39               | 0                | 586    | 1      |
| Всього    | Всього              | Всього          | 547  | 1                                    | 47              | 0                            | 36                     | 0                      | 39               | 0                | 668    | 1      |

### Збірна
| Збірна США | Збірна США | Збірна США |
| Роки       | Ігри       | Голи       |
| ---------- | ---------- | ---------- |
| 1992       | 1          | 0          |
| 1993       | 16         | 0          |
| 1994       | 10         | 0          |
| 1995       | 9          | 0          |
| 1996       | 7          | 0          |
| 1997       | 10         | 0          |
| 1998       | 4          | 0          |
| 1999       | 3          | 0          |
| 2000       | 6          | 0          |
| 2001       | 6          | 0          |
| 2002       | 9          | 0          |
| 2003       | 0          | 0          |
| 2004       | 1          | 0          |
| Всього     | 82         | 0          |

## Досягнення

### Галатасарай
- Володар Кубка Туреччини: 1996

### Блекберн
- Володар Кубку Футбольної ліги: 2002
- Гравець року в «Блекберні»: 2002-03
- Забив 1 гол

### Астон Вілла
- Володар Кубка Миру: 2009
- Фіналіст Кубку Футбольної ліги: 2010

### Міжнародні
- Переможець Панамериканських ігор: 1991
- Срібний призер Золотого кубка КОНКАКАФ: 1993, 1998
- Бронзовий призер Золотого кубка КОНКАКАФ: 1996
- Бронзова медаль на Кубку Конфедерацій: 1999

### Індивідуальні
- Увійшов до команди року АПЛ: 2002-03
- Barclays Merit Award: 2008-09
- Футболіст року в США: 2002
- Голкіпер року в США:1997

### UCLA
- Чемпіон NCAA: 1990
- Увійшов до команди року NCAA: 1991, 1992
- Гравець року NCAA (Hermann Trophy): 1992